# Rasztes
Rasztes (macedónul: Растеш) település Észak-Macedóniában, a Délnyugati körzet Makedonszki Brod-i járásában.

## Népesség
| Lakosok száma | 394  | 461  | 492  | 456  | 218  | 124  | 92   | 58   | 18   |
|               | 1948 | 1953 | 1961 | 1971 | 1981 | 1991 | 1994 | 2002 | 2021 |

2002-ben 58 lakosa volt, akik közül 57 macedón és 1 szerb.